# Huameuang
Huameuang hay Húa Mương là một huyện (Muang) của tỉnh Huaphanh, Lào.

## Vị trí
Huameuang nằm ở phía Nam tỉnh Hủa Phăn, mặt phía Nam giáp với tỉnh Xiengkhuang. Các mặt còn lại giáp các huyện thị cùng tỉnh: phía Đông Nam giáp Samtay, phía Đông Bắc giáp Xamneua, phía Tây Bắc và Tây giáp Viengthong.